# Halictus

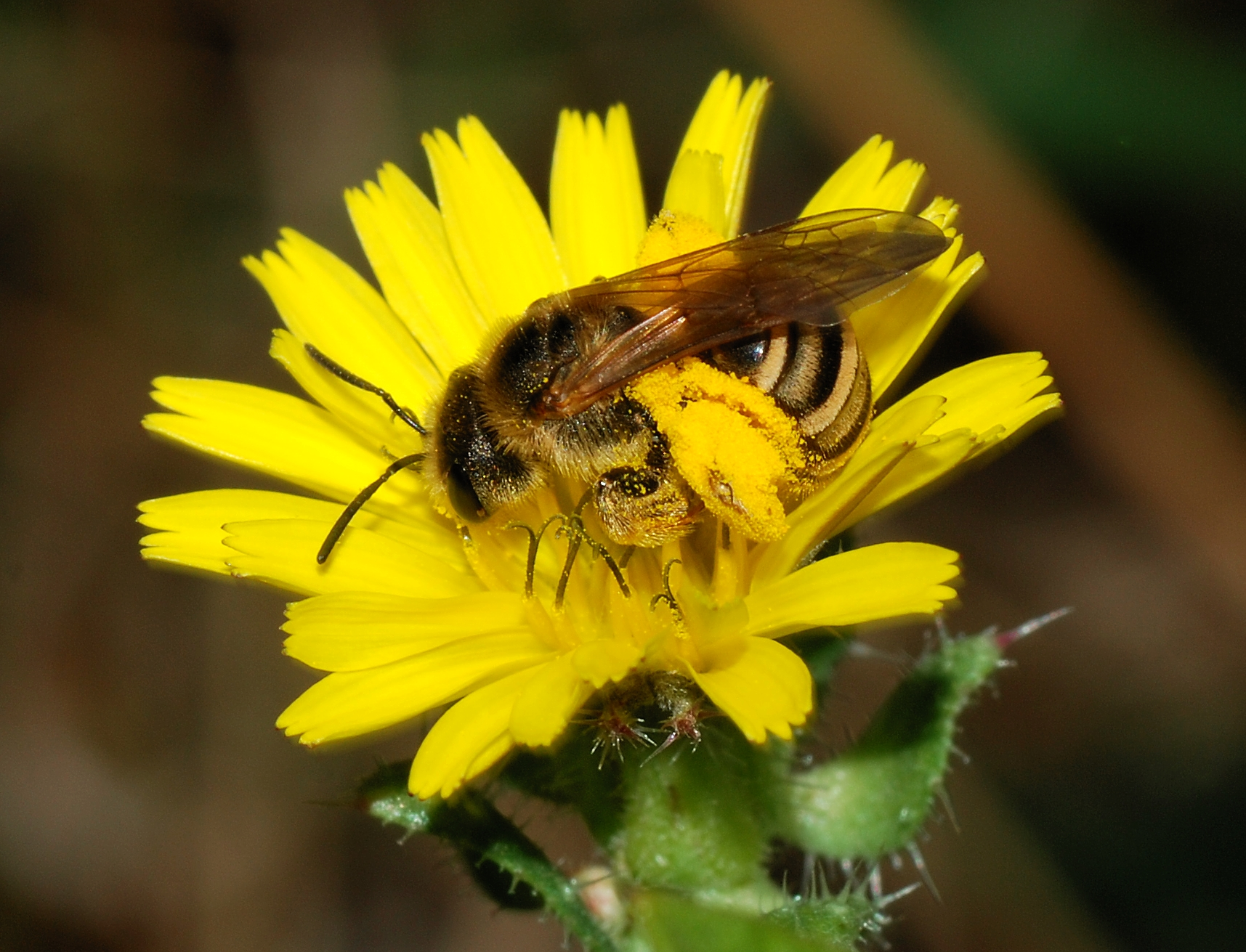
Halictus

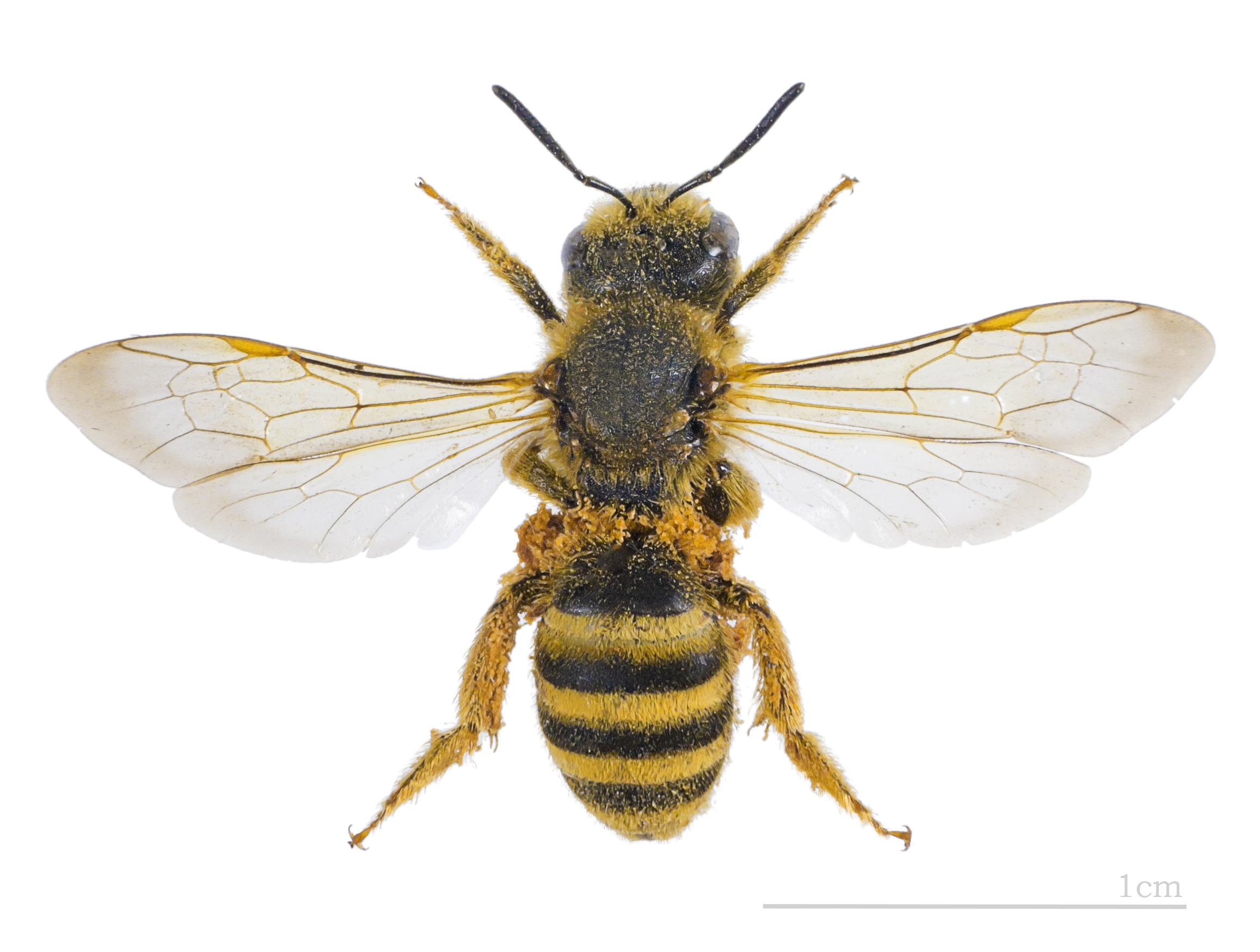
Halictus scabiosae - espécimen de museo

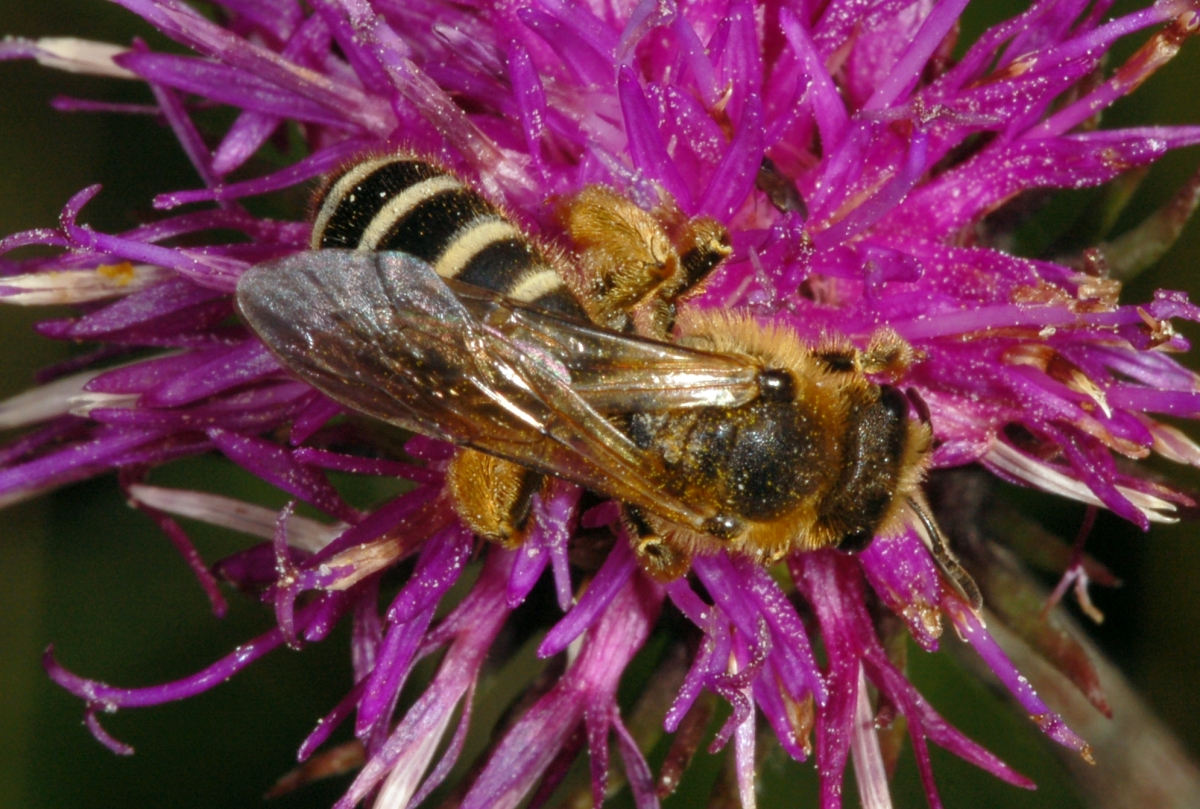
Halictus sexcinctus

Halictus es un género de himenópteros apócritos de la familia Halictidae. Está subdividido en 15 subgéneros con más de 300 especies. Está distribuido especialmente en el Hemisferio Norte (unas pocas especies se encuentran en Sudamérica y en África)
La mayoría son oscuros o negros, algunos tienen brillo metálico verde. En el abdomen tienen bandas blanquecinas en la región apical (hacia el final) de los segmentos. El género Lasioglossum tiene algunas especies de aspecto similar pero se distinguen de Halictus porque las bandas abdominales blancas son basales (cerca del tórax) y no apicales.
Muchas especies del género son sociales, no solitarias, con colonias cuyo tamaño va desde muy pequeñas (dos a cuatro abejas) a grandes (más de 200). En general hacen sus nidos bajo tierra en túneles con varias celdillas de forma ovalada en donde almacenan polen mezclado con néctar que sirve de alimento para sus crías. Depositan un solo huevo en cada celdilla sobre la masa de polen y la cierran. A veces las celdillas están agrupadas en racimos que se parecen a los panales de la abeja doméstica, pero hechos de barro y no de cera.
Unas pocas especies del género tienen una distribución geográfica amplia, tales como Halictus rubicundus, que cubre prácticamente todo el hemisferio norte (distribución holártica) y Halictus ligatus, que se extiende desde Canadá a Venezuela. En Europa dos de las especies más comunes son Halictus quadricinctus y Halictus sexcinctus.

## Especies
Especies incluidas en el género:
- Halictus acrocephalus Blüthgen, 1926
- Halictus adjikenticus Blüthgen, 1923
- Halictus aegypticola Strand, 1909
- Halictus aeneobrunneus Pérez, 1895
- Halictus aerarius Smith, 1873
- Halictus aestuans Ebmer, 1978
- Halictus albozonatus Dours, 1872
- Halictus alfkenellus Strand, 1909
- Halictus argilos Ebmer, 2005
- Halictus asperatus Bingham, 1898
- Halictus asperulus Pérez, 1895
- Halictus atripes Morawitz, 1893
- Halictus atroviridis Cameron, 1906
- Halictus bagirensis Blüthgen, 1936
- Halictus balearicus Pérez, 1903
- Halictus berlandi Blüthgen, 1936
- Halictus beytueschebapensis Warncke, 1984
- Halictus brunnescens (Eversmann, 1852)
- Halictus bucharicus Blüthgen, 1936
- Halictus bulbiceps Blüthgen, 1929
- Halictus caelestis Ebmer, 1976
- Halictus carinthiacus Blüthgen, 1936
- Halictus centaureae Ebmer, 1985
- Halictus centrosus Vachal, 1910
- Halictus cephalicus  Morawitz, 1873
- Halictus chalybaeus Friese, 1910
- Halictus clangulus Warncke, 1984
- Halictus cochlearitarsis Dours, 1872
- Halictus compressus (Walckenaer, 1802)
- Halictus concinnus Brullé, 1840
- Halictus confusus Smith, 1853
- Halictus consobrinus Pérez, 1895
- Halictus constantinensis Strand, 1910
- Halictus constrictus Smith, 1853
- Halictus crenicornis Blüthgen, 1923
- Halictus cupidus Vachal, 1902
- Halictus cyanellus (Pauly, 2008)
- Halictus cypricus Blüthgen, 1937
- Halictus cyrenaicus Blüthgen, 1930
- Halictus desertorum Morawitz,  1876
- Halictus determinandus Dalla Torre, 1896
- Halictus diductus Cockerell, 1932
- Halictus dissidens Pérez, 1903
- Halictus dorni Ebmer, 1982
- Halictus dschulfensis Blüthgen, 1936
- Halictus duplocinctus Vachal, 1902
- Halictus expertus Cockerell, 1916
- Halictus falcinellus Warncke, 1982
- Halictus farinosus Smith, 1853
- Halictus fatsensis Blüthgen, 1936
- Halictus ferreotus Fan, 1991
- Halictus fimbriatus Smith, 1853
- Halictus foanus Vachal, 1899
- Halictus frontalis Smith, 1853
- Halictus fulvipes (Klug, 1817)
- Halictus fumatipennis Blüthgen, 1923
- Halictus funerarius Morawitz,  1876
- Halictus fuscicollis Morawitz,  1876
- Halictus gavarnicus Pérez, 1903
- Halictus gemmeus Dours, 1872
- Halictus georgicus Blüthgen, 1936
- Halictus gobiensis Ebmer, 1982
- Halictus gordius Warncke, 1975
- Halictus graecus Blüthgen, 1933
- Halictus grossellus Ebmer, 1978
- Halictus gruenwaldti Ebmer, 1975
- Halictus harmonius Sandhouse, 1941
- Halictus hedini Blüthgen, 1934
- Halictus hermon Ebmer, 1975
- Halictus hesperus Smith, 1862
- Halictus holomelaenus Blüthgen, 1936
- Halictus hotoni Vachal, 1903
- Halictus humkalensis Blüthgen, 1936
- Halictus icarus Ebmer, 1978
- Halictus indefinitus Blüthgen, 1923
- Halictus inpilosus Ebmer, 1975
- Halictus intumescens Pérez, 1895
- Halictus iridicolor Cameron, 1905
- Halictus jaramielicus Blüthgen, 1923
- Halictus jucundus Smith, 1853
- Halictus kessleri Bramson, 1879
- Halictus kuhlmanni (Pauly, 2008)
- Halictus kuschkensis Ebmer, 1975
- Halictus kusdasi Ebmer, 1975
- Halictus lanei (Moure, 1940)
- Halictus langobardicus Blüthgen, 1944
- Halictus laticephalus Warncke, 1984
- Halictus latisignatus Cameron, 1908
- Halictus leleji (Pesenko, 2006)
- Halictus leucaheneus Ebmer, 1972
- Halictus ligatus Say, 1837
- Halictus lobatus Ebmer, 1978
- Halictus lucidipennis Smith, 1853
- Halictus luganicus Blüthgen, 1936
- Halictus lussinicus Blüthgen, 1936
- Halictus lutescens Friese, 1921
- Halictus maculatus Smith, 1848
- Halictus magnus Ebmer, 1980
- Halictus mediterranellus Strand, 1909
- Halictus microcardia Pérez, 1896
- Halictus minor Morawitz,  1876
- Halictus modernus Morawitz,  1876
- Halictus mogrensis Cockerell, 1945
- Halictus mondaensis Blüthgen, 1923
- Halictus mongolicus  Morawitz, 1880
- Halictus monochromus Dalla Torre, 1896
- Halictus morawitzi Vachal, 1902
- Halictus mordacella Blüthgen, 1929
- Halictus mordax Blüthgen, 1923
- Halictus mucidus Blüthgen, 1923
- Halictus mucoreus Eversmann, 1852
- Halictus mugodjaricus Blüthgen, 1933
- Halictus multicarinatus Niu, Wu & Huang, 2004
- Halictus nadigi Blüthgen, 1934
- Halictus nasica Morawitz,  1876
- Halictus nicosiae Blüthgen, 1923
- Halictus nigricutis Warncke, 1975
- Halictus nikolskayae (Pesenko, 2006)
- Halictus nivalis Ebmer, 1985
- Halictus niveocinctulus Cockerell, 1940
- Halictus nuristanicus  Pesenko, 2005
- Halictus ochropus Blüthgen, 1923
- Halictus opacoviridis Ebmer, 2005
- Halictus opulentus Benoist, 1950
- Halictus orientalis Lepeletier, 1841
- Halictus palustris Morawitz,  1876
- Halictus parallelus Say, 1837
- Halictus paropamisos Ebmer, 1978
- Halictus patellatus Morawitz,  1873
- Halictus pentheri Blüthgen, 1923
- Halictus persephone Ebmer, 1976
- Halictus petraeus Blüthgen, 1933
- Halictus pici Pérez, 1895
- Halictus pinguismentus Janjic & Packer, 2001
- Halictus pjalmensis Strand, 1909
- Halictus placidulus Blüthgen, 1923
- Halictus poeyi Lepeletier, 1841
- Halictus pollinosus Sichel, 1860
- Halictus ponticus Blüthgen, 1934
- Halictus propinquus Smith, 1853
- Halictus pruinescens Cockerell, 1937
- Halictus pseudomucoreus Ebmer, 1975
- Halictus pseudotetrazonius Strand, 1921
- Halictus pseudovestitus Blüthgen, 1925
- Halictus pulvereus Morawitz,  1874
- Halictus pyrenaeus Pérez, 1903
- Halictus quadricinctoides Blüthgen, 1936
- Halictus quadricinctus (Fabricius, 1776)
- Halictus quadripartitus Blüthgen, 1923
- Halictus radoszkowskii Vachal, 1902
- Halictus resurgens Nurse, 1903
- Halictus rossicus Ebmer, 1978
- Halictus rubicundus (Christ, 1791)
- Halictus rudolphae Pesenko, 1984
- Halictus rufipes (Fabricius, 1793)
- Halictus sajoi Blüthgen, 1923
- Halictus scabiosae (Rossi, 1790)
- Halictus secundus Dalla Torre, 1896
- Halictus seladonius (Fabricius, 1794)
- Halictus semitectus Morawitz, 1874
- Halictus semiticus Blüthgen, 1955
- Halictus senilis (Eversmann, 1852)
- Halictus sexcinctus (Fabricius, 1775)
- Halictus simplex Blüthgen, 1923
- Halictus smaragdulus Vachal, 1895
- Halictus solitudinis Ebmer, 1975
- Halictus squamosus Lebedev, 1910
- Halictus stachii Blüthgen, 1923
- Halictus subauratoides Blüthgen, 1926
- Halictus subauratus (Rossi, 1792)
- Halictus submodernus Blüthgen, 1936
- Halictus subpetraeus Blüthgen, 1933
- Halictus subsenilis Blüthgen, 1955
- Halictus surabadensis Ebmer, 1975
- Halictus takuiricus Blüthgen, 1936
- Halictus tectus Radoszkowski, 1875
- Halictus tetrazonianellus Strand, 1909
- Halictus tetrazonius (Klug, 1817)
- Halictus tibetanus Blüthgen, 1926
- Halictus tibialis Walker, 1871
- Halictus togoensis Pauly, 1998
- Halictus transbaikalensis Blüthgen, 1933
- Halictus tridivisus Blüthgen, 1923
- Halictus tripartitus Cockerell, 1895
- Halictus tsingtouensis Strand, 1910
- Halictus tuberculatus Blüthgen, 1925
- Halictus tumulorum (Linnaeus, 1758)
- Halictus turanicus  Morawitz, 1893
- Halictus turkmenorum Pesenko, 1984
- Halictus vansoni Cockerell, 1935
- Halictus varentzowi Morawitz, 1894
- Halictus verticalis Blüthgen, 1931
- Halictus vestitus Lepeletier, 1841
- Halictus vicinus Vachal, 1894
- Halictus virgatellus Cockerell, 1901
- Halictus wjernicus Blüthgen, 1936
- Halictus wollmanni Blüthgen, 1933
- Halictus xanthoprymnus Warncke, 1984
- Halictus yunnanicus Pesenko & Wu, 1997